# Janice E. Voss
Janice Elaine Voss, född 8 oktober 1956 i South Bend, Indiana, död 6 februari 2012 i Scottsdale, Arizona, var en amerikansk ingenjör och astronaut. Hon blev uttagen till astronautgrupp 13 den 17 januari 1990.
Orbital ATK:s rymdfarkost Cygnus CRS Orb-2 var uppkallad efter henne.
Voss avled i Cancer.

## Rymdfärder
- STS-57
- STS-63
- STS-83
- STS-94
- STS-99